# Hydrogel

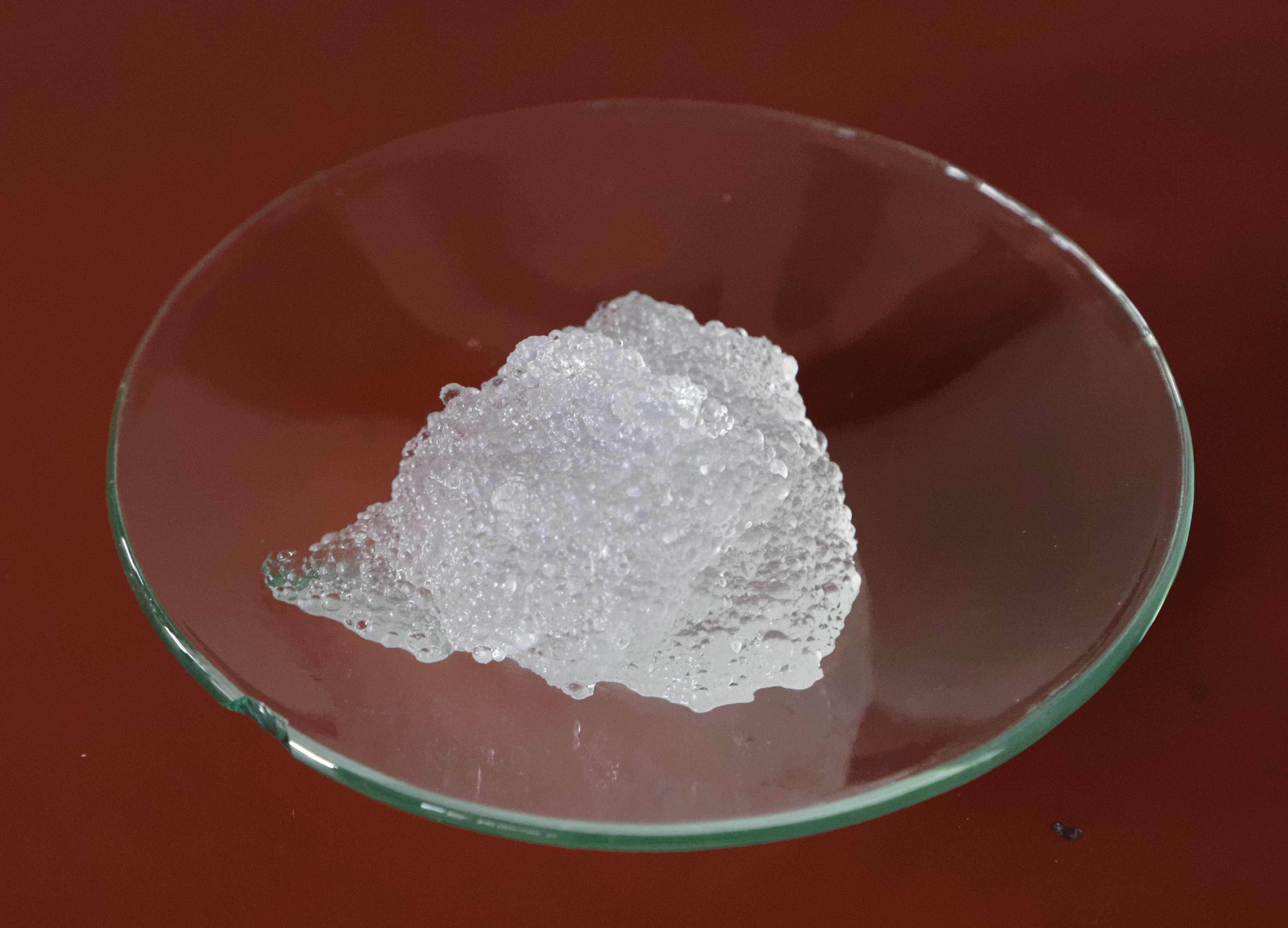
Hydrogel – superabsorpční polymer (SAP) – plastická hmota schopná pojmout mnohonásobek své vlastní hmotnosti v kapalinách typu voda či vodný roztok. Po absorpci takové polární kapaliny superabsorber nabobtná a vytvoří se hydrogel s tím, že součet objemu kapaliny a objemu suchého superabsorberu zůstává stejný. (Foto vodou nasáklého hydrogelu.)

Hydrogel je gel vyrobený z polymeru nerozpustného ve vodě, jehož hlavní schopností je vázat vodu. Jsou silně hydrofilní, mohou pojmout až stonásobky množství vody, než kolik samy váží v suchém stavu. Chemicky jsou to polyakryláty a polykarbonáty. Díky zabudovaným hydrofilním polymerním složkám bobtnají ve vodě se značným zvětšením objemu, ale bez ztráty materiálové soudržnosti. Hydrogely, které mají vysokou bobtnavou kapacitu, se nazývají superabsorpenty.
Hydrogely tvoří příčně zesíťované polymerní řetězce. Molekuly mohou být vázány chemicky (např. kovalentními nebo iontovými vazbami), nebo fyzicky, např. zapletením polymerních řetězců.

## Historie
Původním objevitelem hydrogelu je český vědec Drahoslav Lím, který první sloučeninu syntetizoval v roce 1953. Na jeho objev navázal jiný český vědec, Otto Wichterle, který objevu využil pro výrobu měkké kontaktní čočky. Další výzkum hydrogelů probíhal v 60. a 70. letech 20. století v USA. Jejich výzkum intenzivně probíhá i ve 20. létech 21. století s cílem zlepšit hojení chronických ran. V roce 2020 bylo publikováno téměř 11 tisíc vědeckých článků, zabývajících se hydrogely, z toho více než polovina se věnuje výzkumu.
Poprvé bylo slovo hydrogel použito v roce 1894.

## Použití
Hydrogely při svém vzniku měly za cíl najít měkkou a lépe použitelnou náhradu tehdy používaných skleněných očních implantátů. Po náhodné syntéze nové sloučeniny se hydrogely staly předmětem jiného výzkumu s cílem vyrobit nový druh očních čoček. Postupně hydrogely našly využití v lékařství, zemědělství, chemickém průmyslu nebo výrobě plen.
Hydrogely se používají v hydratované nebo sušené formě. Hydratované hydrogely jsou měkké a tvárné. Používají se pro náplasti, elektronické senzory nebo protézy. Sušené hydrogely v podobě prášku nebo drobných kuliček jsou tvrdé a absorpují vlhkost. Používají se jako superabsorpční prostředek v zahradnictví, nebo zemědělství.

### Lékařské hydrogely
V medicíně jsou hlavním využitím hydrogelů:
- zdravotní pomůcky – čočky, protézy,
- hojení ran – náplasti, obvazy.

Právě možnosti lékařského využití hydrogelů jsou v současnosti hlavní oblastí výzkumu.

### Zemědělské hydrogely
Hydrogely v zemědělství mají využití jako superabsorpentní látky, které udržují půdu optimálně vlhkou. Díky jejich schopnosti pojmout vodu se v půdě dlouhodobě zadržuje voda, kterou mohou plodiny vstřebávat v obdobích, kdy by jinak bylo vláhy v půdě málo. Superabsorpenty v půdě mají omezenou životnost (obvykle 3 až 5 let), ale pomáhají zvyšovat úrodnost a tím výnos na ošetřené půdě.
Absorpčních schopností se využívá také pro aplikaci hnojiv, která se díky hydrogelu uvolňují postupně během celé vegetační sezóny plodin.
Vlastností hydrogelů využívají průmyslové zemědělské podniky i hobby zahrádkáři. Díky superabsorpentu lze zvyšovat výnos doma pěstovaných plodin a snižovat pracnost péče o zahradu a záhony. Jejich vlastností se také využívá při převozech nebo přesazování stromů, keřů nebo plodin. Přidáním suberabsorpentu a nasycením vodou pak rostliny pomaleji usychají a snesou delší období při vykořenění.
Vědecké výzkumy popisují využití polyakrylátu sodného jako superabsorpentu ve velmi suchých zemědělských oblastech, kde lze nasazením superabsorpentu dosáhnout nadprůměrných výnosů, jinak nedosažitelných běžným způsobem obdělávání půdy. Dalším kombinováním superabsorpentů a rozpustných hnojiv lze i v nepříznivých podmínkách zvyšovat pěstební výnosy a pěstovat plodiny, které by bez použití polyakrylátu sodného vlivem suchého podnebí nepřežily.

### Jiné hydrogely
Hydrogely se používají i jako ochranná vrstva pro displeje, například u mobilních telefonů, nebo pro jiné citlivé části elektroniky. Jejich využití zatím není příliš rozšířené. Specifické chování hydrogelových vrstev na displeji (ve srovnání s pevnými skly) také není pro některé uživatele pohodlné.
Některé aplikace hydrogelů zahrnují i elektroniku, např. senzory. V nich se využívá hydrofilie hydrogelu, který při vstřebávání vody mění svůj objem.
Hydrogel je také součástí dětských plen, kde zadržuje moč.